# لاكونيا (نيوهامشير)
لاكونيا (بالإنجليزية: Laconia, New Hampshire)‏ هي مدينة تقع في الولايات المتحدة في مقاطعة بلكناب. يقدر عدد سكانها بـ 15,951 نسمة ومساحتها 68.8 كم2 وترتفع عن سطح البحر 153 متر.

## التركيبة السكانية
حدّد مكتب تعداد الولايات المتحدة بيانات التركيبة السكانية للاكونيا في تعداد الولايات المتحدة. في ما يلي، التركيبة السكانية حسب تعدادي 2000 و2010.

### تعداد عام 2000
بلغ عدد سكان لاكونيا 16,411 نسمة بحسب تعداد عام 2000، وبلغ عدد الأسر 6,724 أسرة وعدد العائلات 4,170 عائلة مقيمة في المدينة. في حين سجلت الكثافة السكانية 242.7 نسمة لكل كيلومتر مربع (628.6/ميل2). وبلغ عدد الوحدات السكنية 8,554 وحدة بمتوسط كثافة قدره 126.5 لكل كيلومتر مربع (327.6/ميل2).
وتوزع التركيب العرقي للمدينة بنسبة 96.79% من البيض و0.55% من الأمريكيين الأفارقة و0.41% من الأمريكيين الأصليين و0.73% من الأمريكيين ذوي الأصول الآسيوية و0.02% من سكان جزر المحيط الهادئ و0.27% من الأعراق الأخرى و1.22% من عرقين مختلطين أو أكثر و0.99% من الهسبانيون أو اللاتينيون من أي عرق.
بلغ عدد الأسر 6,724 أسرة كانت نسبة 30% منها لديها أطفال تحت سن الثامنة عشر تعيش معهم، وبلغت نسبة الأزواج القاطنين مع بعضهم البعض 46.4% من أصل المجموع الكلي للأسر، ونسبة 11.2% من الأسر كان لديها معيلات من الإناث دون وجود شريك، بينما كانت نسبة 4.4% من الأسر لديها معيلون من الذكور دون وجود شريكة وكانت نسبة 38% من غير العائلات. تألفت نسبة 30.3% من أصل جميع الأسر من عدة أفراد يعيشون في نفس المنزل ونسبة 12.3% كانت تتألف من شخص يعيش بمفرده يبلغ من العمر 65 عاماً أو أكثر. وبلغ متوسط حجم الأسرة المعيشية 2.32، أما متوسط حجم العائلات فبلغ 2.87.
بلغ العمر الوسطي للسكان 38.8 عاماً. وكانت نسبة 22.3% من القاطنين تحت سن الثامنة عشر، وكانت نسبة 7.8% بين الثامنة عشر والرابعة والعشرين عاماً، ونسبة 26.4% كانت واقعةً في الفئة العمرية ما بين الخامسة والعشرين والرابعة والأربعين عاماً، ونسبة 23.1% كانت ما بين الخامسة والأربعين والرابعة والستين، ونسبة 15.3% كانت ضمن فئة الخامسة والستين عاماً فما فوق. يوجد لكل 100 أنثى 92.5 ذكر، ويوجد لكل 100 أنثى في الثامنة عشر من عمرها فما فوق 89.5 ذكر.
بلغ متوسط دخل الأسرة في المدينة 37,796 دولارًا، أما متوسط دخل العائلة فبلغ 45,307 دولارًا. وكان متوسط دخل الذكور 31,714 دولارًا مقابل 22,818 دولارًا للإناث. وسجل دخل الفرد الخاص بالمدينة 19,540 دولارًا. وكانت نسبة 7.5% من العائلات ونسبة 8.9% من السكان تحت خط الفقر، وكان من هؤلاء نسبة 11% تحت سن الثامنة عشر ونسبة 5.3% في الخامسة والستين من العمر وما فوق.

### تعداد عام 2010
بلغ عدد سكان لاكونيا 15,951 نسمة بحسب تعداد عام 2010، وبلغ عدد الأسر 6,838 أسرة وعدد العائلات 4,065 عائلة مقيمة في المدينة. في حين سجلت الكثافة السكانية 235.9 نسمة لكل كيلومتر مربع (611.0/ميل2). وبلغ عدد الوحدات السكنية 9,879 وحدة بمتوسط كثافة قدره 146.1 لكل كيلومتر مربع (378.4/ميل2).
وتوزع التركيب العرقي للمدينة بنسبة 94.50% من البيض و0.94% من الأمريكيين الأفارقة و0.34% من الأمريكيين الأصليين و2.45% من الأمريكيين ذوي الأصول الآسيوية و0.01% من سكان جزر المحيط الهادئ و0.26% من الأعراق الأخرى و1.50% من عرقين مختلطين أو أكثر و1.57% من الهسبانيون أو اللاتينيون من أي عرق.
بلغ عدد الأسر 6,838 أسرة كانت نسبة 27.1% منها لديها أطفال تحت سن الثامنة عشر تعيش معهم، وبلغت نسبة الأزواج القاطنين مع بعضهم البعض 42% من أصل المجموع الكلي للأسر، ونسبة 12.5% من الأسر كان لديها معيلات من الإناث دون وجود شريك، بينما كانت نسبة 4.9% من الأسر لديها معيلون من الذكور دون وجود شريكة وكانت نسبة 40.6% من غير العائلات. تألفت نسبة 32.4% من أصل جميع الأسر من عدة أفراد يعيشون في نفس المنزل ونسبة 12.9% كانت تتألف من شخص يعيش بمفرده يبلغ من العمر 65 عاماً أو أكثر. وبلغ متوسط حجم الأسرة المعيشية 2.27، أما متوسط حجم العائلات فبلغ 2.83.
بلغ العمر الوسطي للسكان 43.0 عاماً. وكانت نسبة 20.4% من القاطنين تحت سن الثامنة عشر، وكانت نسبة 8% بين الثامنة عشر والرابعة والعشرين عاماً، ونسبة 24.3% كانت واقعةً في الفئة العمرية ما بين الخامسة والعشرين والرابعة والأربعين عاماً، ونسبة 29.3% كانت ما بين الخامسة والأربعين والرابعة والستين، ونسبة 18.1% كانت ضمن فئة الخامسة والستين عاماً فما فوق. وتوزع التركيب الجنسي للسكان بنسبة 47.7% ذكور و52.3% إناث.

## معرض صور

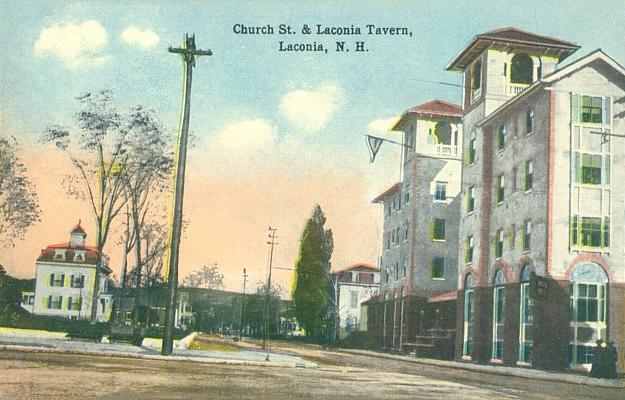
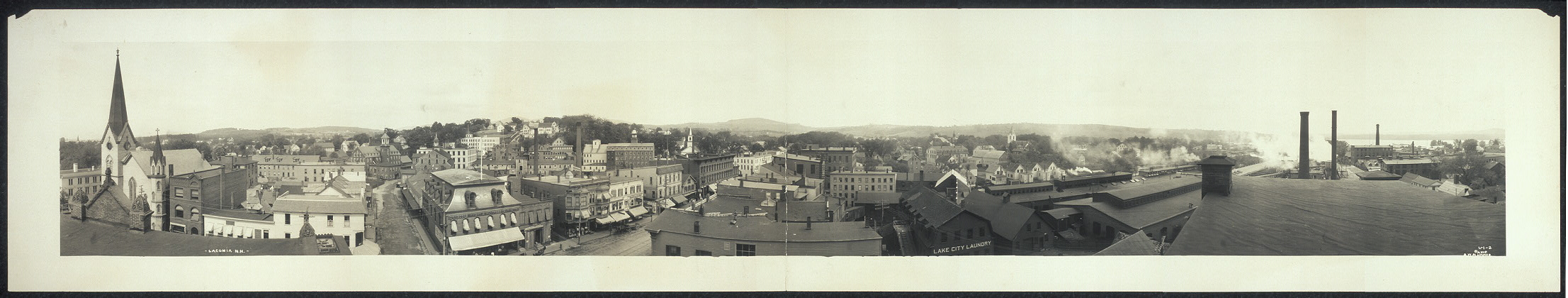
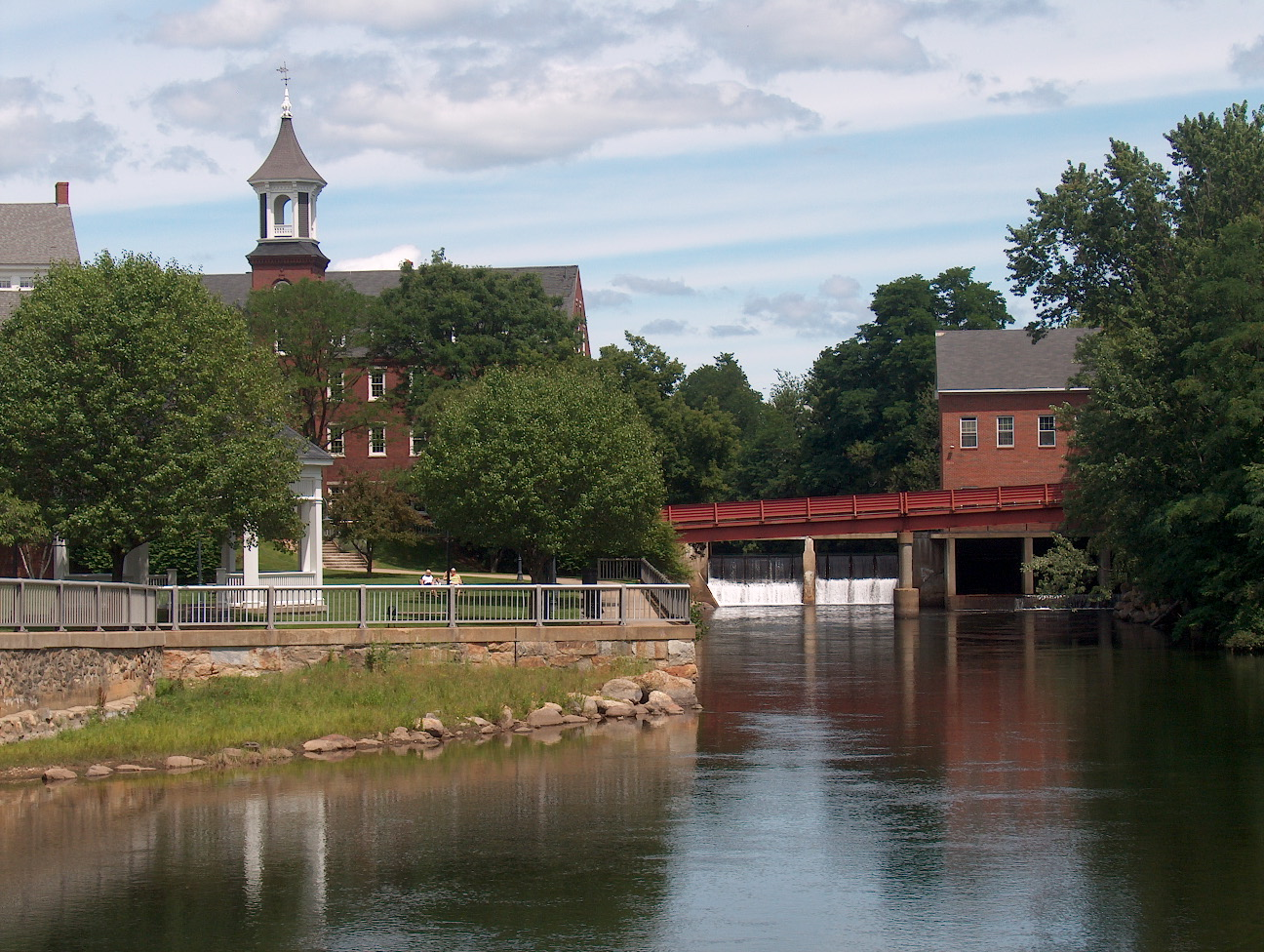
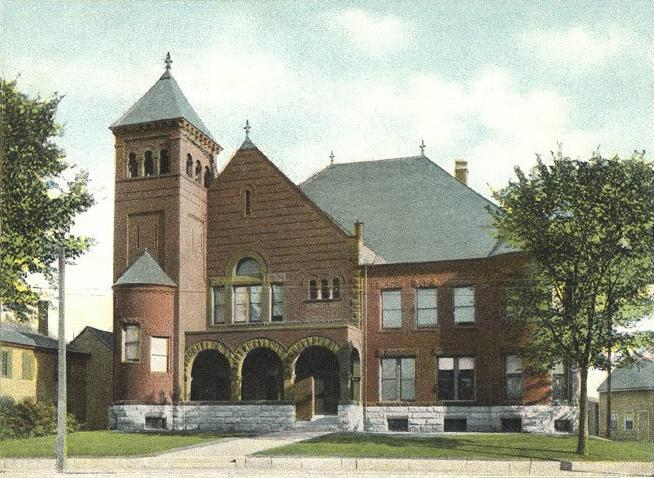
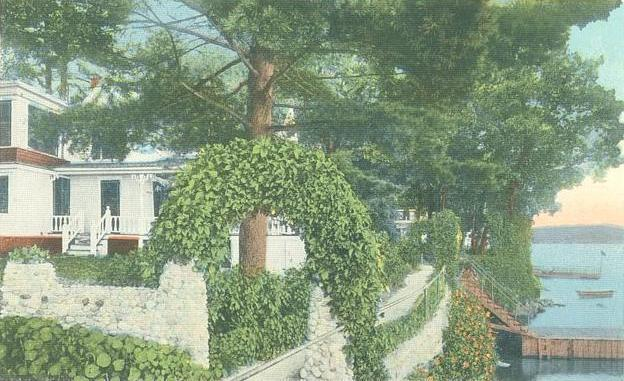
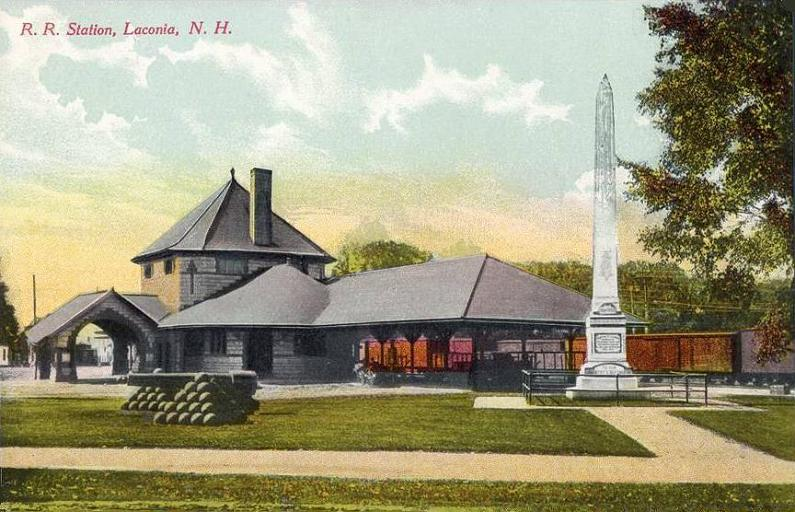

## أعلام
- جون آدامز هاربر
- كايل كاري
- الجدة د
- كوني كونفيرز
- ريتشارد نابليون باتشيلدر